# Бухоловская волость
Бухоловская волость — волость в составе Волоколамского уезда Московской губернии. Существовала до 1929 года. Центром волости была деревня Бухолово.
Под данным 1890 года в деревне Бухолово размещались волостное правление и земское училище. В волость входило 38 селений.
В 1919 году из Бухоловской волости в Серединскую были переданы селения Брюханово и Якшино. Одновременно из Яропольской волости в Бухоловскую было передано селение Кобылино, а из Осташёвской — Новлянское.
По данным 1921 года в Бухоловской волости было 6 сельсоветов: Бухоловский, Высоковский, Игнатковский, Козловский, Курьяновский и Лукьяновский. В 1924 году были образованы Назарьевский (выделен из Курьяновского), Новлянский (выделен из Лукьяновского), Рождественский (выделен из Игнатковского) и Чубаровский (выделен из Высоковского) с/с. В 1927 году возник Афанасовский с/с (выделен из Курьяновского).
В ходе реформы административно-территориального деления СССР в 1929 году Бухоловская волость была упразднена, а её территория вошла в состав Волоколамского и Шаховского районов.